# Зала (медьє)
За́ла (угор. Zala) — медьє на заході Угорщини біля кордону зі Словенією та Хорватією. Межує з медьє Шомодь, Веспрем та Ваш. Адміністративний центр — Залаеґерсеґ.

## Міста
- Залаеґерсеґ — 62 158 (столиця медьє)
- Надьканіжа — 51 102
- Кестхей — 21 803
- Ленті — 8960
- Заласентгрот — 7881
- Летеньє — 4552
- Хевіз — 4505
- Залалйово — 3258
- Залакарош — 1625